# فلورانس شلینگ
فلورانس شلینگ (انگلیسی: Florence Schelling؛ زادهٔ ۹ مارس ۱۹۸۹) بازیکن هاکی روی یخ اهل سوئیس است.